# ديفيد كاتس (موزع)
ديفيد كاتس (بالإنجليزية: David Katz)‏ هو موزع أمريكي، ولد في 28 يونيو 1924، وتوفي في 20 مايو 1987 بسبب سرطان.

## وصلات خارجية
- ديفيد كاتس على موقع ميوزك برينز (الإنجليزية)